# Shoo bre (film)
Shoo bre är en svensk ungdomsfilm från 2012, regisserad och skriven av Djengo Esmer och producerad av Malcolm Lidbeck och David Olsson. Filmen är baserad på ungdomsromanen Shoo bre skriven av Douglas Foley. Filmen hade biopremiär den 24 februari 2012.    

## Handling
Vännerna Oscar och Elias pluggar sista terminen på gymnasiet och står nu inför en oviss framtid. Trots att de båda är uppväxta i samma stökiga kvarter har de valt helt olika vägar att vandra. Oscar är den exemplariske eleven och Elias är småkriminell och inblandad i massa dumheter. Men ödet vill något annat. Oscar blir djupt förälskad i sin lärarinna Kristina och den kristne Elias faller för muslimska Zeynep. Och med kärleken som ledstjärna spårar allt ur.

## Rollista
- Simon Settergren - Oscar
- Anastasios Mavromatidis - Elias
- Dilan Gwyn - Zeynep
- Lisa Werlinder - Kristina
- Vatche Wartanian - Fadi
- Anna Åström - Sophie